# Lossidacola
Lossidacola is een geslacht van hooiwagens uit de familie Assamiidae.
De wetenschappelijke naam Lossidacola is voor het eerst geldig gepubliceerd door Roewer in 1935. 

## Soorten
Lossidacola is monotypisch en omvat slechts de volgende soort:
- Lossidacola pachytarsus